# نيناد ستويانوفيتش
نيناد ستويانوفيتش (بالصربية: Ненад Стојановић)‏ هو لاعب كرة قدم صربي في مركز الهجوم، ولد في 22 أكتوبر 1979 في بلغراد في صربيا. لعب مع النجم الأحمر بلغراد ولوخ إينيرجيا فلاديفوستوك ونادي بروكسل ونادي جينك ونادي رودار بليفليا ونادي فويفودينا ونادي لوفتشين.

## وصلات خارجية
- نيناد ستويانوفيتش على موقع قاعدة بيانات كرة القدم.إي يو (الإنجليزية)
- نيناد ستويانوفيتش على موقع Soccerway.com (الإنجليزية)
- نيناد ستويانوفيتش على موقع عالم كرة القدم.نت (الإنجليزية)